# Сараштыбаш
Сараштыбаш (баш. Сараштыбаш) — село в Татышлинском районе Республики Башкортостан Российской Федерации. Входит в состав Курдымского сельсовета.

## География

### Географическое положение
Расстояние до:
- районного центра (Верхние Татышлы): 30 км,
- центра сельсовета (Старый Курдым): 5 км,
- ближайшей ж/д станции (Рабак): 12 км.

## Население
| 2002 | 2009 | 2010 |
| ---- | ---- | ---- |
| 206  | ↘185 | ↗189 |

Национальный состав
Согласно переписи 2002 года, преобладающая национальность — башкиры (96 %).